# Keith Allan (acteur)
Pour les articles homonymes, voir Allan et Keith Allan.
Ne doit pas être confondu avec Keith Allen (acteur).
Keith Allan est un acteur et scénariste américain, né le 1er juin 1969 à Sacramento (Californie).
Il a été révélé avec son rôle de M. Perryman dans le téléfilm Le Profil de la honte et est surtout connu depuis 2014 pour son rôle de Murphy dans la série télévisée Z Nation,,.

## Biographie
Né à Sacramento, Keith Allan a grandi dans cette même ville. Très jeune, il a toujours su qu'il voulait être acteur. Il a alors étudié l'art dramatique à l'American Academy of Dramatic Arts situé à Los Angeles.

## Filmographie
Sauf indication contraire, les informations mentionnées dans cette section peuvent être confirmées par la base de données cinématographiques IMDb,  présente dans la section « Liens externes ».

### Comme acteur

#### Cinéma
- 2002 : The Truth About Beef Jerky de Hunter McCann : le comte Nugent (court métrage)
- 2003 : Jack Woody de Gregory Fawcett : Wallace (court métrage)
- 2009 : The Perfect Sleep de Jeremy Alter : le grand inquisiteur M. D.
- 2012 : Air Collision Apocalypse (Air Collision) de Liz Adams : le soldat de la Navy no 2[5]
- 2012 : Rise of the Zombies de Nick Lyon : Tash[5]
- 2014 : The Shoot de John Adams et Toby Poser : Mack
- 2015 : Kill Me, Deadly de Darrett Sanders : Dewey
- 2016 : Demon's Demise de Sandell Stangl : le Démon (court métrage, voix)

#### Télévision

##### Téléfilms
- 2000 : Meat Loaf: To Hell and Back de Jim McBride : Rocky Horror Star
- 2001 : Comedy Central Thanxgiveaway: Home Fires de F. Michael Blum et Jay Lehrfeld : Maurice
- 2013 : Le Profil de la honte (Social Nightmare) de Mark Quod : M. Perryman
- 2013 : Zombie Night de John Gulager : Looter

##### Séries télévisées
- 2000 : ARK, the Adventures of Animal Rescue Kids : le grand illusionniste (saison 2, épisode 14)
- 2000 : Charmed : l'assistant no 2 (saison 3, épisode 2)
- 2000 : Will et Grace (Will and Grace) : le photographe (saison 3, épisode 7)
- 2000 : Buffy contre les vampires (Buffy the Vampire Slayer) : le patient maigre (saison 5, épisode 9)
- 2002 : Three Sisters : la voix du répondeur automatique (saison 2, épisode 18)
- 2002 : Les Experts (CSI: Crime Scene Investigation) : le photographe de mode (saison 2, épisode 23)
- 2002 : Star Trek: Enterprise (Enterprise) : le commandant Suliban Raan (saison 2, épisode 1)
- 2003 : Dragnet : Willard (saison 1, épisode 12)
- 2004 : Ce que j'aime chez toi (What I Like About You) : Omar (2 épisodes)
- 2006 : Scrubs : le barman (saison 5, épisode 22)
- 2006 : Close to Home : Juste Cause (Close to Home) : Mark Shale (saison 2, épisode 4)
- 2008 : Turbo Dates : rôle inconnu (épisode White Dress)
- 2009 : Les Sorciers de Waverly Place (Wizards of Waverly Place) : Wally (saison 3, épisode 2)
- 2010 : Big Time Rush : Pitchman (saison 1, épisode 14)
- 2011 : Victorious : Michael (saison 1, épisode 15)
- 2012 : Mad Men : Steven Chase (saison 5, épisode 6)
- 2012 : Don't Trust the B---- in Apartment 23 : Peter (saison 2, épisode 11)
- 2013 : Welcome to the Family : le principal (saison 1, épisode 1)
- 2014 - 2018 : Z Nation : Murphy (63 épisodes)
- 2016 : Groovey.TV's Celebration of Badassery Interview Series : interview de Keith Allan au Walker Stalker Con (talk-show - saison 3, épisode 23)
- 2017 : Good Doctor (série télévisée, 2017) : Ty Darby (saison 1, épisode 14)

### Comme scénariste
- 2008 : Billy and Sally Go Bionic de lui-même - également producteur (court métrage)
- 2011 : 11/11/11 de lui-même[5]
- 2013 : Rise of the Zombies de Nick Lyon
- 2013 : Le Profil de la honte de Mark Quod (téléfilm)
- 2013 : Les Dents du Bayou de Griff Furst[5]
- 2013 : Zombie Night de John Gulager (téléfilm)